# دانکن ۲۷۵۳
سیارک ۲۷۵۳ (به انگلیسی: 2753 Duncan، نامگذاری:1966DH) دو هزار و هفتصد و پنجاه و سومین سیارک کشف شده‌است که در ۱۸ فوریه ۱۹۶۶ کشف شد.
قدر مطلق سیارک برابر ۱۲٫۳۰ است.